# Ошкіне
Ошкіне (пол. Oszkinie) — село в Польщі, у гміні Пунськ Сейненського повіту Підляського воєводства.
Населення — 166 осіб (2011).
У 1975-1998 роках село належало до Сувальського воєводства.

## Демографія
Демографічна структура станом на 31 березня 2011 року:
|          | Загалом | Допрацездатний вік | Працездатний вік | Постпрацездатний вік |
| -------- | ------- | ------------------ | ---------------- | -------------------- |
| Чоловіки | 80      | 16                 | 53               | 11                   |
| Жінки    | 86      | 14                 | 49               | 23                   |
| Разом    | 166     | 30                 | 102              | 34                   |